# Felix Michel (Fußballspieler)
George Felix Michel Melki (* 23. Juli 1994 in Södertälje) ist ein schwedisch-libanesischer Fußballspieler, der für Safa SC Beirut und die libanesische A-Nationalmannschaft aktiv ist.

## Karriere

### Verein
Michel erlernte das Fußballspielen in den Jugendmannschaften des schwedischen Klubs Syrianska FC, des Vereins der ortsansässigen aramäischen Gemeinde. Ab 2014 gehörte er auch dem Profikader an und absolvierte bis zur Saison 2016 einige sporadische Einsätze in den Liga- und Pokalbegegnungen. Erst in der Saison 2016 fing er an, sich als regelmäßig eingesetzter Spieler zu etablieren, und absolvierte in dieser Spielzeit 10 Ligaeinsätze.
In der Sommertransferperiode 2016/17 wechselte er zum türkischen Zweitligisten Eskişehirspor weiter. Im April 2018 löste er seinen Vertrag mit diesem Klub vorzeitig auf und kehrte mit seinem Wechsel zu AFC Eskilstuna nach Schweden zurück. Ein Jahr später schloss sich der Abwehrspieler dann AIK Solna an. Dieser verlieh ihn zwischenzeitlich an Sarpsborg 08 FF aus Norwegen sowie an seinen ehemaligen Verein AFC Eskilstuna. Letzterer verpflichtete ihn dann im Sommer 2022 wieder fest.
Anfang 2023 folgte ein Wechsel zu al Ahed in die Libanesische Premier League, wo er am Ende der Spielzeit die nationale Meisterschaft feiern konnte. Im Sommer 2024 unterschrieb Michel einen Vertrag beim Ligarivalen Safa SC Beirut.

### Nationalmannschaft
Seit 2018 ist Michel für die libanesische A-Nationalmannschaft aktiv und absolvierte bisher 33 Länderspiele. Dabei erzielte er am 17. Januar 2019 im Qualifikationsspiel zur Asienmeisterschaft beim 4:1-Erfolg über Nordkorea einen Treffer.

## Erfolge
- Libanesischer Meister: 2023